# شین (کنفوسیانیسم)
شین (به ژاپنی: 信 しん) به معنی «حقیقت» یا «آنچه در آن دروغ نیست» یکی از فضیلت‌های پنج‌گانه (کنفسیوس‌گرایی) （仁義礼智信）است.
دیگر فضیلت‌های پنج‌گانه کنفسیوس‌گرایی عبارت هستند از:
- لی (Li؛ ادب) یا ری (به ژاپنی: 礼 れい)
- رِن (Ren؛ انسانیت یا مروت) یا «جین» (به ژاپنی: 仁 じん)
- یی (Yi؛ صداقت، درستی اخلاقی) یا گی (به ژاپنی: 義 ぎ)
- ژی (Zhi؛ قدرت تشخیص درست و غلط، علم اخلاق) یا «چی» (به ژاپنی:智 ち)